# Correctorium fratris Thomae
Mit Correctorium fratris Thomae wird ein zwischen 1277 und 1286 entstandenes Werk bezeichnet, das die Lehren von Thomas von Aquin aus Sicht der Franziskanertheologie kritisiert. Es ist von dem englischen Franziskaner und Theologen Wilhelm de la Mare verfasst worden.